# ロードマスター

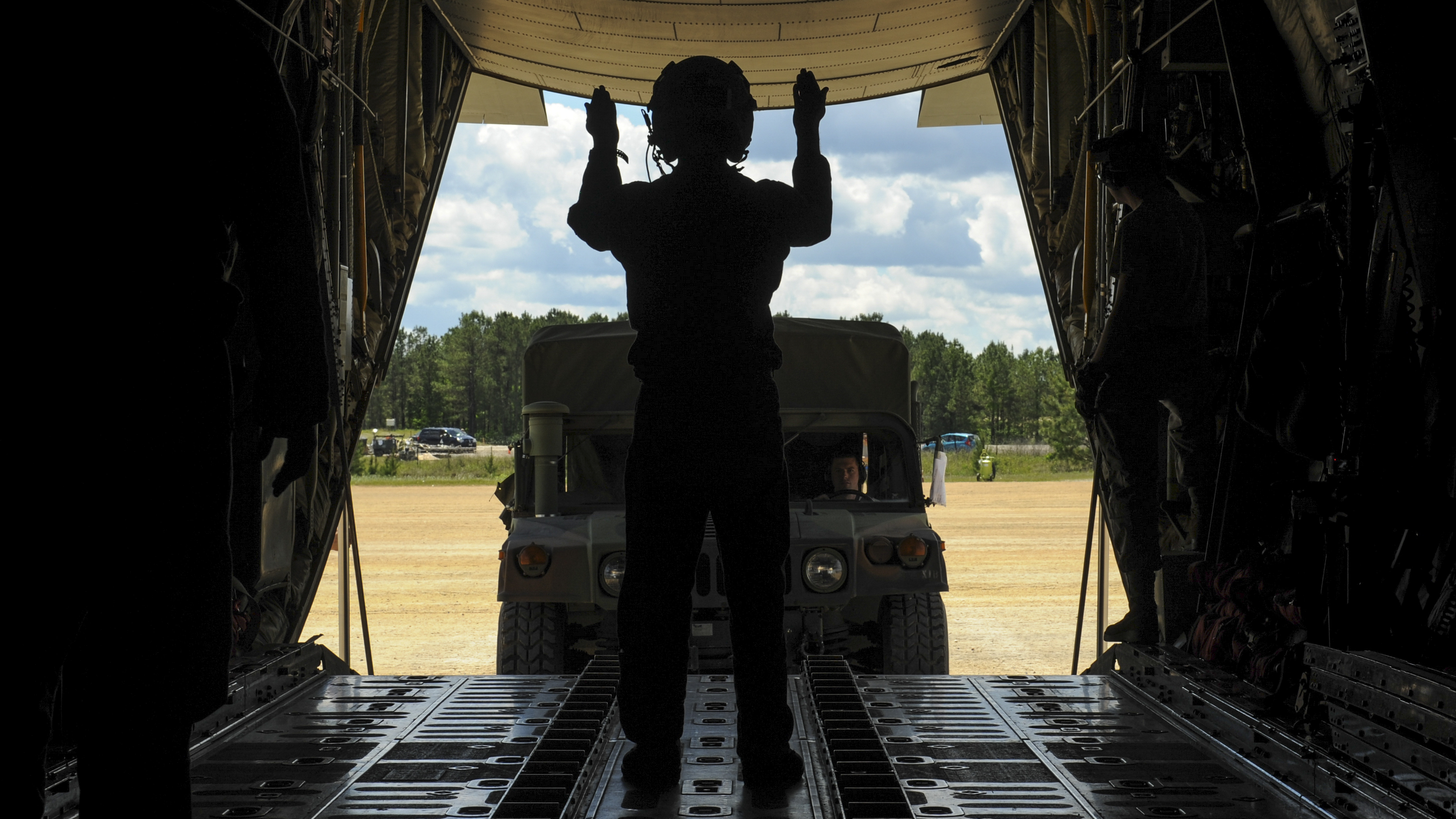
C-130J ヘラクレスに車両を誘導するオーストラリア空軍のロードマスター（2016年）

ロードマスター（英語: Loadmaster）は、空中輸送員とも呼ばれ、軍用輸送機または民間貨物機の貨物室への空中貨物の安全な積み込み、輸送、および荷降ろしを行う搭乗員を指す。ロードマスターは、主に軍隊や民間航空会社に所属する。

## 職務内容

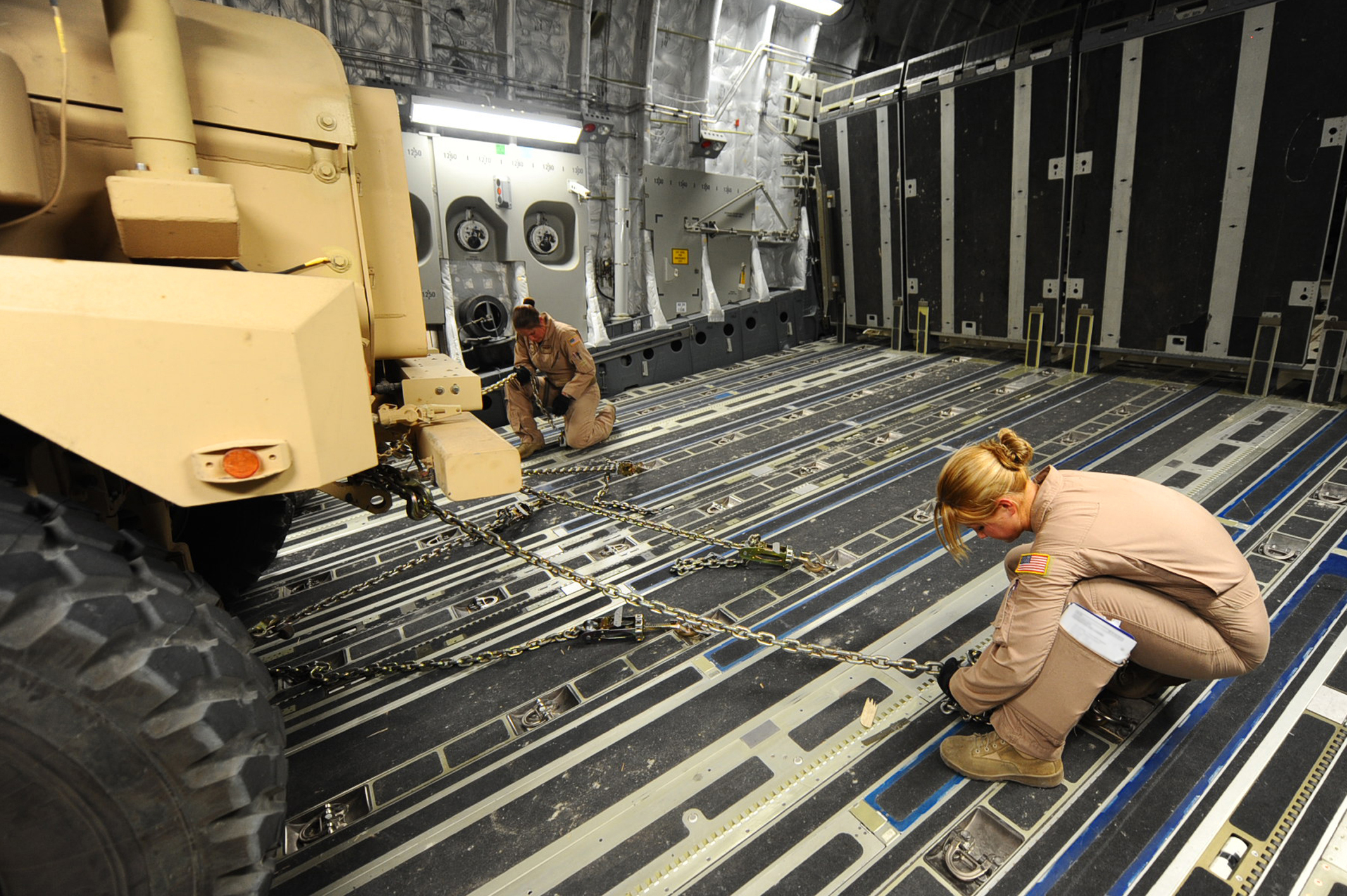
航空機内に車両を固定する2人のアメリカ空軍ロードマスター（2010年）

ロードマスターは、飛行中、航空機が許容重心範囲内に維持するよう計算し、貨物や乗客の配置を計画する。ロードマスターは、機体と貨物床の敏感な部分に過負荷がかからないように、貨物が航空機に配置されるようにする。また、ある種類の貨物を別の種類の貨物の近くに配置することを禁止する民間および軍の規制も考慮する。
特殊な貨物は、航空機に安全に積み込むために特別な機器が必要とする場合があり、他の貨物を配置できる場所が制限される。ロードマスターは、戦術的に重要な物資（例：弾薬）を最初に降ろし、他の支援物資よりも早く配備できるように、航空機の搭載順序を決定する責任もあるため、戦闘準備に直接影響を与えることもある。これは特に前方作戦基地にとって重要である。
ロードマスターは、航空機に物理的に積み込むこともあるが、主に積み込み作業員と手順を監督する。航空機に搭載された後、ロードマスターは貨物が適切に固定されていることを確認。予期せぬ貨物の移動は、航空機にとって重大なハンドリングの問題を引き起こす可能性があるため貨物の固定には、チェーン、ストラップ、一体型カーゴロックなどがよく使われる。また、急な操縦で貨物が移動する可能性があるので、ロードマスターは適切な荷物の種類、数量、および貨物拘束の配置を決定する必要がある。また飛行中の貨物の監視も行う。
多くのロードマスターは、パラシュートによる空挺部隊、車両や貨物の「空中輸送」のための資格も要求されることがある。比較的日常的な貨物輸送に比べ、空輸は高度な技術と危険を伴う仕事である。状況によっては、地上部隊に補給する最も効果的な方法は、装備、弾薬、食料、医療用品を空から運ぶことで、多くの軍事的勝利は、航空輸送に大きく依存している。
貨物ヘリコプターのロードマスターは、航空機のクリアランス情報を提供し、着陸および離陸時にパイロットを安全な位置に誘導する。